# Archambaud IX de Bourbon
Archambaud IX de Bourbon dit le Jeune, né en 1212 et mort à Chypre le 22 janvier 1249, est seigneur de Bourbon, Dampierre, Saint-Just et Saint-Dizier.

## Biographie
Issu de la famille de Bourbon-Dampierre, Archambaud IX de Bourbon est né du remariage d'Archambaud VIII de Bourbon dit le Grand (v. 1197-1242) avec Béatrice de Montluçon.
En 1242 Archambaud IX fit remise aux bourgeois de Moulins de la rente annuelle, mais il leur imposa, en échange, une « taxe de bourgeoisie », qui variait de deux à six sols par tête, suivant la position de fortune des contribuables.
En 1248, il accompagne le roi Saint-Louis vers l'Égypte (septième croisade). La flotte fait escale à Chypre où une épidémie se déclare, faisant de nombreuses victimes parmi les croisés dont Archambaud de Bourbon, qui meurt le 22 janvier 1249, à l'âge de 44 ans.

## Descendance
Il épouse Yolande de Châtillon-Nevers (v. 1215-1254). Ensemble ils auront deux filles :
- Mathilde (ou Mahaut), comtesse de Nevers, d'Auxerre et de Tonnerre. Elle épouse Eudes de Bourgogne, fils d'Hugues IV de Bourgogne ;
- Agnès (1237-1287), dame de Bourbon. Elle épouse Jean de Bourgogne, frère d'Eudes. Leur fille Béatrice de Bourgogne épousera, en 1272, Robert de Clermont (1256 † 1317), fils de Saint Louis, et ancêtre de la branche capétienne de Bourbon. Ce dernier est un ascendant par les mâles des rois Henri IV et Louis XIV.